# Dragó barbut oriental
El dragó barbut oriental (Pogona barbata), és un llangardaix del gènere agàmid que es troba a les zones boscoses d'Austràlia. És una d'un grup d'espècies conegudes comunament com a dragons barbuts. Altres noms comuns per a aquesta espècie inclouen llangardaix jueu i llangardaix amb volants, aquest últim és una confusió entre aquest i un altre dragó, el llangardaix de gorguera (Chlamydosaurus kingii). Aquesta espècie va ser descrita originalment el 1829 per Georges Cuvier, que la va anomenar Amphibolurus barbatus.

## Descripció
El dragó barbut oriental és una de les vuit espècies reconegudes dins del gènere Pogona. Els mascles adults poden arribar als 60 cm 24 des del musell fins a la punta de la cua, mentre que les femelles poden arribar als 50 cm de llargada total.
El cap és gran i de forma triangular. La gola està coberta d'escates espinoses i grises fosques que es poden elevar per formar una gran "barba". Diversos grups d'escates espinoses encara més llargues es troben a la part posterior del cap, a les cantonades de la boca, a les obertures de les orelles externes i corren posteriorment al llarg dels dos costats de l'abdomen. El tòrax i l'abdomen són relativament prims i aplanats dorsoventralment.
Sol ser de color de pell gris-negre o vermell i de vegades és de color marró vermellós, marró groguenc o marró fosc. Els exemplars joves són de color més pàl·lid que els adults i tenen patrons que s'esvaeixen a mesura que maduren. A mesura que l'animal madura, desenvolupa un subtil to groc pàl·lid, blau o verd a la part davantera del seu cap. Si està excitat i a temperatures més altes, el cap, els flancs i les potes tenen un color groguenc a ataronjat. En general, però, són més aviat foscos, de groguencs a grisos i negres. L'interior de la boca és generalment d'un color groc brillant.
El dragó barbut oriental s'assembla al seu parent proper, el dragó barbut central, però es pot distingir d'aquest últim pel seu cos menys robust i la filera d'espines al llarg de la vora lateral del cos, que continua per sobre de l'avantbraç.

## Distribució i hàbitat
És més comú a l'est d'Austràlia, al sud de la península del Cap York, però s'han recollit exemplars del cap de York, passant pel centre d'Austràlia i fins i tot de la costa oest d'Austràlia.

## Ecologia i comportament

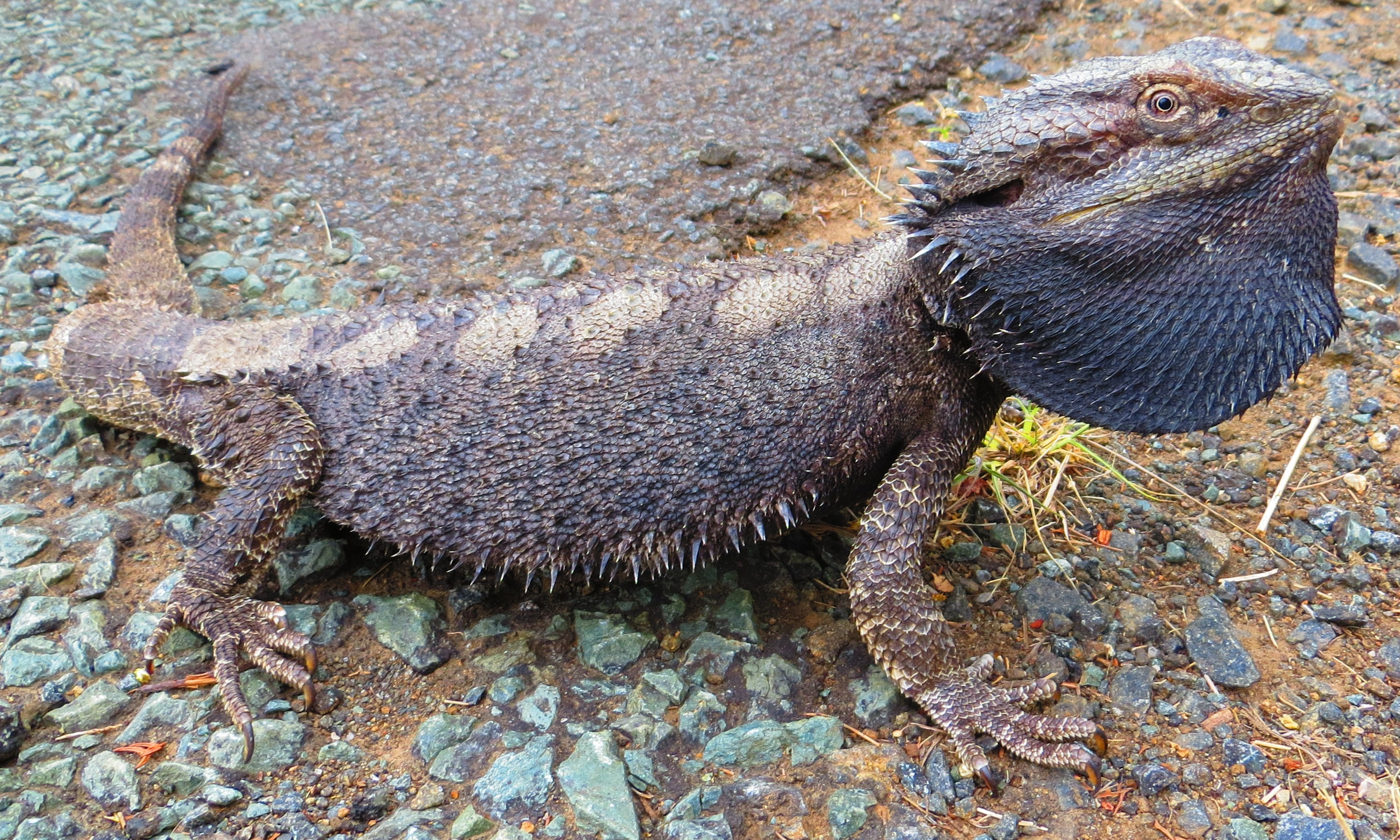
Dragó barbut oriental mostrant la seva barba a Christmas Creek Road, Lamington, Queensland

Els dragons barbuts orientals són diürns. Són arbòries i es posen en llocs exposats com branques d'arbres o troncs, retirant-se a llocs més baixos i frescos quan és massa calorós. Són més agressius que els dragons barbuts centrals. Els mascles són territorials i només permeten al seu territori femelles i cries. Els mascles dominants solen ser els dragons més grans i obtenen les branques més altes. Les femelles fan un túnel cap a la terra seca per posar una posta d'ous.
Quan està amenaçat, s'infla la gola i mostra la barba. Si es provoca més, obre la boca per mostrar el color groc brillant del revestiment de la boca. En el seu parent proper, el dragó barbut central; el revestiment de la boca és d'un to rosa vermellós. Tanmateix, el dragó barbut oriental farà aquesta exhibició de barba més sovint que el seu cosí.

## Dieta
El dragó barbut oriental s'alimenta d'una varietat d'animals petits, com ara ratolins, rèptils més petits i insectes. En captivitat, també menja verdures de fulla com el trèvol i flors petites, fruites i baies.

## Aparença sexual
Observacions recents van concloure que les temperatures càlides van ser responsables que alguns dels dragons barbuts orientals canviessin el seu aparença sexual. Alguns dragons van canviar la seva aparença masculina a femenina, i tenen descendència, a més de tenir els cromosomes ZZ masculins, dels dragons mascles genètics.